# Séisme de 551 à Beyrouth
Le séisme de 551 à Beyrouth (alors appelée Beryte) est un séisme d'ampleur régionale qui s'est produit le 6 ou le 9 juillet 551 et dont l'épicentre se situait au large de Beyrouth, dans l'actuel Liban, avec une magnitude estimée à 7,5 sur l'échelle de Mercalli. Il déclenche un tsunami qui touche les villes côtières de la région de l’antique Phénicie et entraîne un bilan lourd en termes de vies humaines, ainsi que des dégâts matériels importants. La région dépendait alors de l'Empire Romain d’Orient ; le séisme s'est produit sous le règne de Justinien Ier.
Le Liban connaît une « sismicité faible à modérée » ; toutefois il a été atteint par plusieurs séismes d'une magnitude supérieure à 7, et aux effets dévastateurs ; outre celui de 551, le tremblement de terre de 1202 compte comme un séisme historique, de même que celui de 1759.

## Caractéristiques
Le Liban se situe sur la faille du Levant, appelée « faille de la mer Morte », d'une longueur de  1 200 km, une des failles majeures de la Méditerranée orientale ; elle sépare la plaque arabique de la plaque africaine. 
La faille du Levant se divise sur le territoire libanais en trois branches : la faille de Yammouné est la plus importante de ces trois branches ; la faille de Rachaya et Serghaya, à l'est, forme la deuxième branche ; des failles chevauchantes en mer, à l'ouest, ont été identifiées récemment.
Les causes du séisme de 551 ne sont pas déterminées avec certitude, mais l'hypothèse la plus probable l'attribue au chevauchement du Mont-Liban en mer, plutôt qu'à la faille de Yammouné, qui explique le tremblement de terre de 1202,. Le séisme de 1759 prend naissance, quant à lui, sur la faille de Râchaïya-Serghaya.
L'épicentre du séisme se situe probablement au large de Beyrouth à environ 34.00°N, 35.50°E.

## Description
Il existe peu de descriptions détaillées des dommages causés par ce séisme dans les récits contemporains. Quelques sources font référence aux villes côtières également touchées, de Tyr au sud, à Tripoli au nord, avec de nombreuses ruines et des milliers de victimes. Selon l'Anonyme de Plaisance, auteur d'un récit de voyage  du VIe siècle, il y aurait eu 30 000 morts rien qu'à Beyrouth. L’aqueduc romain qui approvisionne la ville de Beyrouth en eau s'effondre. Les secousses souterraines provoquées par ce séisme déclenchent un tsunami de plusieurs mètres de haut qui submerge la côte emportant de nombreuses victimes ; de nombreux bâtiments s'effondrent tels l'École de droit de Beyrouth, important d'enseignement et d'étude du droit romain dans l'Antiquité. L'École de droit rouvre ses portes à Sidon,.
Le séisme a été ressenti sur une vaste zone allant d'Alexandrie à Antioche précédemment touchée par un autre séisme en 526. Les estimations de magnitude de cet évènement varient entre 7,2 à 7,5 sur l'échelle de Mercalli.
Des dégâts recensés à Pétra et autres endroits de la vallée du Jourdain longtemps associés à ce séisme sont susceptibles d'avoir été provoqués par un tremblement de terre ultérieur, après réanalyses.